# 布赖特瑙 (下奥地利州)
布赖特瑙是奥地利下奥地利州诺因基兴县的一个市镇。总面积9.56平方公里，总人口1308人，人口密度136.8人/平方公里（2005年）。